# 北村大造
北村 大造（きたむら だいぞう、1930年12月15日 - ）は、日本の元俳優。プロダクション・タンクに所属していた。

## 出演

### 映画
- 大日本帝国（1982年）
- 愛獣 熱く凌す（1984年）
- 生きたい（1999年）

### テレビドラマ
- 必殺仕掛人 第26話「沙汰なしに沙汰あり」（1973年、ABC / 松竹） - 鳥居主水
- 八州犯科帳 第5話「悪魔を見た女」（1974年、CX / C.A.L） - 辰造
- 大江戸捜査網（12CH / 三船プロ） 
  - 第180話「過去の恐怖を追え!」（1975年） - 元老中・黒部忠成
  - 第468話「木枯らしに耐えて待つ女」（1980年） - 沼田
  - 第489話「おんな湯殺人事件」（1981年） - 大田黒一家の一員
  - 第530話「秘伝七ヶ條を追う女武芸者」（1982年） - 大石鉄斎
- 破れ奉行（1977年、ANB / 中村プロ）
  - 第2話「血風! 世直し快速船」 - 千石屋
  - 第22話「死神が乗った流人船」 - 呑天
- 西部警察
  - 第51話「盗まれた青春」（1980年） - 工場長
  - 第61話「暁の陽動作戦」（1980年） - 岡部
  - 第123話「1982年春・松田刑事絶命」（1982年） - 浜村
- Gメン'75第283話「オホーツク海の幽霊船」（1980年）
- 西部警察 PART-II 第6話「あいつは予言者」（1982年） - 川村有紀の父
- 特捜最前線 第309話「撃つ女!」（1983年、ANB / 東映）
- 大河ドラマ
  - 独眼竜政宗（1987年） - 高林内膳
  - 信長 KING OF ZIPANGU（1992年） 第16話 - ディオゴの父
  - 花の乱（1994年） - 鼓山
  - 秀吉（1996年）
- 連続テレビ小説
  - かりん 第3.35話（1993年）
  - 春よ、来い（第一部）第105-107話
- 新花へんろ（1997年）

他多数

### Vシネマ
- 仁義5（1995年）

| スタブアイコン | サブスタブ | この項目は、まだ閲覧者の調べものの参照としては役立たない、俳優（男優・女優）に関連した書きかけの項目です。この項目を加筆・訂正などしてくださる協力者を求めています（P:映画/PJ芸能人）。 |